# Volksbank Sandhofen
Die Volksbank Sandhofen eG ist eine Genossenschaftsbank mit Sitz im Stadtteil Sandhofen in der baden-württembergischen kreisfreien Stadt Mannheim.

## Geschichte
Die heutige Volksbank Sandhofen eG wurde in der früher selbstständigen Gemeinde Sandhofen gegründet und hat sich bis heute ihre Eigenständigkeit bewahrt. Am 21. Februar 1886 wurde in der Gründungsversammlung einstimmig beschlossen, die neu gegründete Genossenschaft „Spar- und Darleihkasse Sandhofen-Scharhof“ zu benennen. 1953 firmierte die Bank zunächst in „Spar- und Kreditbank Mannheim-Sandhofen eGmbH“ und schließlich 1974 in „Volksbank Sandhofen eG“ um.

## Rechtsverhältnisse
Die Volksbank Sandhofen eG ist im Genossenschaftsregister beim Amtsgericht Mannheim unter GnR 5 eingetragen.

## Organisationsstruktur
Rechtsgrundlagen sind das Genossenschaftsgesetz und die durch die Vertreterversammlung beschlossene Satzung. Organe der Bank sind der Vorstand, der Aufsichtsrat und die Vertreterversammlung.

## Sicherungseinrichtung
Die Volksbank Sandhofen eG ist der amtlich anerkannten Sicherungseinrichtung des Bundesverbandes der Deutschen Volksbanken und Raiffeisenbanken GmbH und der zusätzlichen freiwilligen Sicherungseinrichtung des Bundesverbandes der Deutschen Volksbanken und Raiffeisenbanken e.V. angeschlossen.

## Geschäftsausrichtung
Die Volksbank Sandhofen eG betreibt das Universalbankgeschäft. Im Verbundgeschäft arbeitet sie mit der DZ Bank, R+V Versicherung, Bausparkasse Schwäbisch Hall, Teambank, VR Leasing,  DZ Hyp und der Union Investment zusammen.

## Geschäftsgebiet
Das Geschäftsgebiet liegt im Norden von Mannheim direkt an der Landesgrenze zu Rheinland-Pfalz und Hessen.
An diesen Orten betreibt die Bank Filialen:
- Sandhofen (Hauptstelle, jur. Sitz)
- Schönau (Geschäftsstelle)
- Gartenstadt (Geschäftsstelle)
- Waldhof (SB-Geschäftsstelle)

Ebenfalls in Mannheim mit sich angrenzendem Geschäftsgebiet ist die VR Bank Rhein-Neckar eG ansässig.